# 프리츠 발터
프리드리히 "프리츠" 발터(독일어: Friedrich "Fritz" Walter, 1920년 10월 31일 ~ 2002년 6월 17일)는 독일의 전직 축구 선수이다. 동생은 비슷한 시기에 서독 대표로 활약한 오트마어 발터이다.
1. FC 카이저슬라우테른에서 선수 생활을 시작하였으며 제2차 세계 대전 당시 독일군 공수 부대에 징집되었다가 소련군 포로로 잡힌 뒤 간신히 풀려났다. 1954년 FIFA 월드컵에서 서독 대표팀의 주장으로 활약하며 팀의 우승을 이끌었고 1958년 FIFA 월드컵에서도 서독 대표로 출전하였지만 이 대회에서 심각한 부상을 당해 대표팀에서 은퇴하였다.
1937년부터 1959년까지 줄곧 1. FC 카이저슬라우테른에서만 선수 생활을 하였고 2002년 그가 사망한 이후 1. FC 카이저슬라우테른은 그의 업적을 기념하기 위해 홈구장 명칭을 "프리츠 발터 슈타디온"(Fritz Walter Stadion)으로 변경하게 되었다.

## 같이 보기
- 1. FC 카이저슬라우테른
- 1954년 FIFA 월드컵
- 독일 축구 국가대표팀
- 베른의 기적